# II. třída okresu Jindřichův Hradec 2023/2024
V soubojích fotbalové II. třídy okresu Jindřichův Hradec 2023/2024, jedné ze skupin 8. nejvyšší fotbalové soutěže, se utkalo 12 týmů dvoukolovým systémem podzim – jaro. Tento ročník skončil v červnu 2024. Postup do I.B třídy si zajistil tým TJ Jiskra Strmilov, do III. třídy sestoupili TJ Dyje Staré Hobzí a TJ Sokol Lodhéřov.

## Výsledná tabulka
| Poř. | Tým                            | Z  | V  | R | P  | VG | OG | B  |
| ---- | ------------------------------ | -- | -- | - | -- | -- | -- | -- |
| 1.   | TJ Jiskra Strmilov             | 22 | 16 | 0 | 6  | 67 | 41 | 48 |
| 2.   | FK Stará Hlína                 | 22 | 15 | 1 | 6  | 77 | 50 | 46 |
| 3.   | TJ Sokol Jarošov (N)           | 22 | 12 | 1 | 9  | 67 | 56 | 37 |
| 4.   | TJ Kunžak                      | 22 | 11 | 2 | 9  | 96 | 75 | 35 |
| 5.   | FK Třebětice B (N)             | 22 | 11 | 2 | 9  | 53 | 45 | 35 |
| 6.   | TJ Centropen Dačice B          | 22 | 10 | 3 | 9  | 68 | 44 | 33 |
| 7.   | TJ Jiskra Nová Bystřice B      | 22 | 10 | 1 | 11 | 59 | 76 | 31 |
| 8.   | TJ Sokol Suchdol nad Lužnicí B | 22 | 9  | 2 | 11 | 53 | 55 | 29 |
| 9.   | SK Novosedly nad Nežárkou      | 22 | 9  | 2 | 11 | 41 | 54 | 29 |
| 10.  | TJ Rapid Lásenice              | 22 | 8  | 2 | 12 | 45 | 75 | 26 |
| 11.  | TJ Dyje Staré Hobzí            | 22 | 5  | 4 | 13 | 39 | 65 | 19 |
| 12.  | TJ Sokol Lodhéřov              | 22 | 4  | 4 | 14 | 30 | 59 | 16 |

Poznámky:
- Z = Odehrané zápasy; V = Vítězství; R = Remízy; P = Prohry; VG = Vstřelené góly; OG = Obdržené góly; B = Body; (S) = Mužstvo sestoupivší z vyšší soutěže; (N) = Mužstvo postoupivší z nižší soutěže (nováček)

|  | Postup do I.B třídy                           |
|  | Sestup do III. třídy okresu Jindřichův Hradec |